# 295472 Puy
295472 Puy è un asteroide della fascia principale. Scoperto nel 2008, presenta un'orbita caratterizzata da un semiasse maggiore pari a 2,7903798 UA e da un'eccentricità di 0,0344011, inclinata di 6,04843° rispetto all'eclittica.